# Torre Palaciana de Olcoz
La Torre Palaciana es una construcción medieval ubicada en la localidad de Olcoz (Navarra, España). Está declarado como Bien de Interés Cultural.

La torre de Olcoz, junto al Carrascal, es un magnífico ejemplar de torre fortificada, en piedra de sillería, que nos ha llegado íntegro en su estructura exterior.
 Juan José Martinena Ruiz, 1980.

## Contexto
Se encuentra en el casco urbano del concejo de Olcoz, dentro del término municipal de Biurrun-Olcoz, está ubicado estratégicamente en el cruce de dos ejes principales, uno vía que discurre entre Pamplona y Tudela, de norte a sur, y otra vía entre Estella y Sangüesa, de oeste a este. Esta segundo caso esta vía se solapa con el trazado del Camino de Santiago, cuyo tramo, procedente de Santa Cristina de Somport, finaliza en Puente la Reina poco después de abandonar Santa María de Eunate. Se sitúa en la parte meridional de la Merindad de Pamplona, siendo limítrofe con la Merindad de Olite.

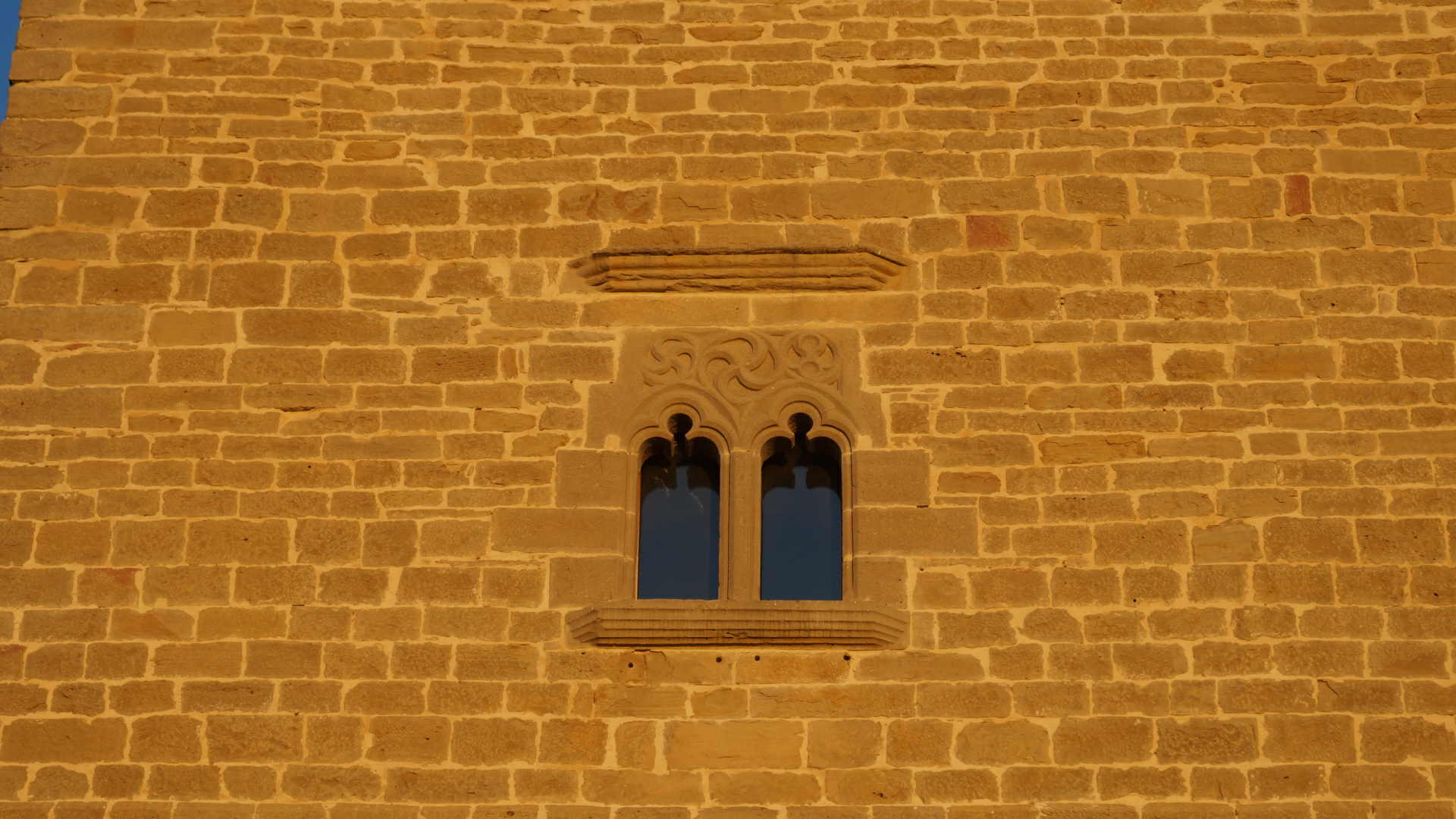
Ventana geminada

## Historia
La localidad de Olcoz fue en el pasado administrativamente parte de Valdizarbe. Por ello se incluyó en la formación del Vizcondado de Muruzábal que Carlos III de Navarra otorgó a su hermano de padre, Leonel de Navarra en 1407. Cuando poco después murió Leonel sin descendencia legítima, de nuevo el rey Noble lego este patrimonio y título a Felipe de Navarra, hijo natural de Leonel, que se llamaría Vizconde de Muruzábal y Valdizarbe. Felipe será nombrado pocos años después Mariscal de Navarra y casará con Juana, hija de Pierres de Peralta "el Viejo", ricohombre de Navarra desde 1416. Esta unión asociará durante varias generaciones el vizcondado con el mariscalato.
Salvada la fortificación de las miradas del Cardenal Cisneros que tras la Conquista de Navarra ordenó demoler gran número de las fortificaciones del Reino de Navarra, desde el siglo XV-XVI formaba parte del patrimonio de la familia Ozta. Y en 1766 pertenecía a Fernando de Baquedano y Ozta, marqués de Fuerte Gollano.
En 1802 se apuntaba en el Diccionario de la Academia de la Historia: «Hay un palacio con una torre muy alta y fuerte, que tiene obligación el palaciano de mantener siempre en buen estado».
Destruida en la Guerra de la Independencia (1811-1813), en el momento en el que tropas afines a Espoz y Mina, prendieron fuego al edificio cuando albergaba en su interior a tropas napoleónicas. Su interior quedó reducido a escombros conservando únicamente sus cuatro paredes.
En 2007, puestos de acuerdo tanto el concejo de Olcoz como el ayuntamiento de Biurrun, con el fin de preservar su patrimonio, la compraron a nombre del pueblo aprovechando la urbanización de sus calles. Iniciado el proyecto de restauración, solicitan ayuda a la Institución Príncipe de Viana en unos momentos que estaba imbuida en la restauración del Castillo palacio de Marcilla. Siguiendo el consejo de esta institución probaron con el Gobierno de España que respondió muy favorablemente. Así, entre los años 2010-2011, la torre fue restaurada por el Ministerio de Fomento de España (75%) y el ayuntamiento (25%) con un presupuesto 619.083 €.
En la actualidad acoge un centro de interpretación dedicado al Románico.

## Descripción

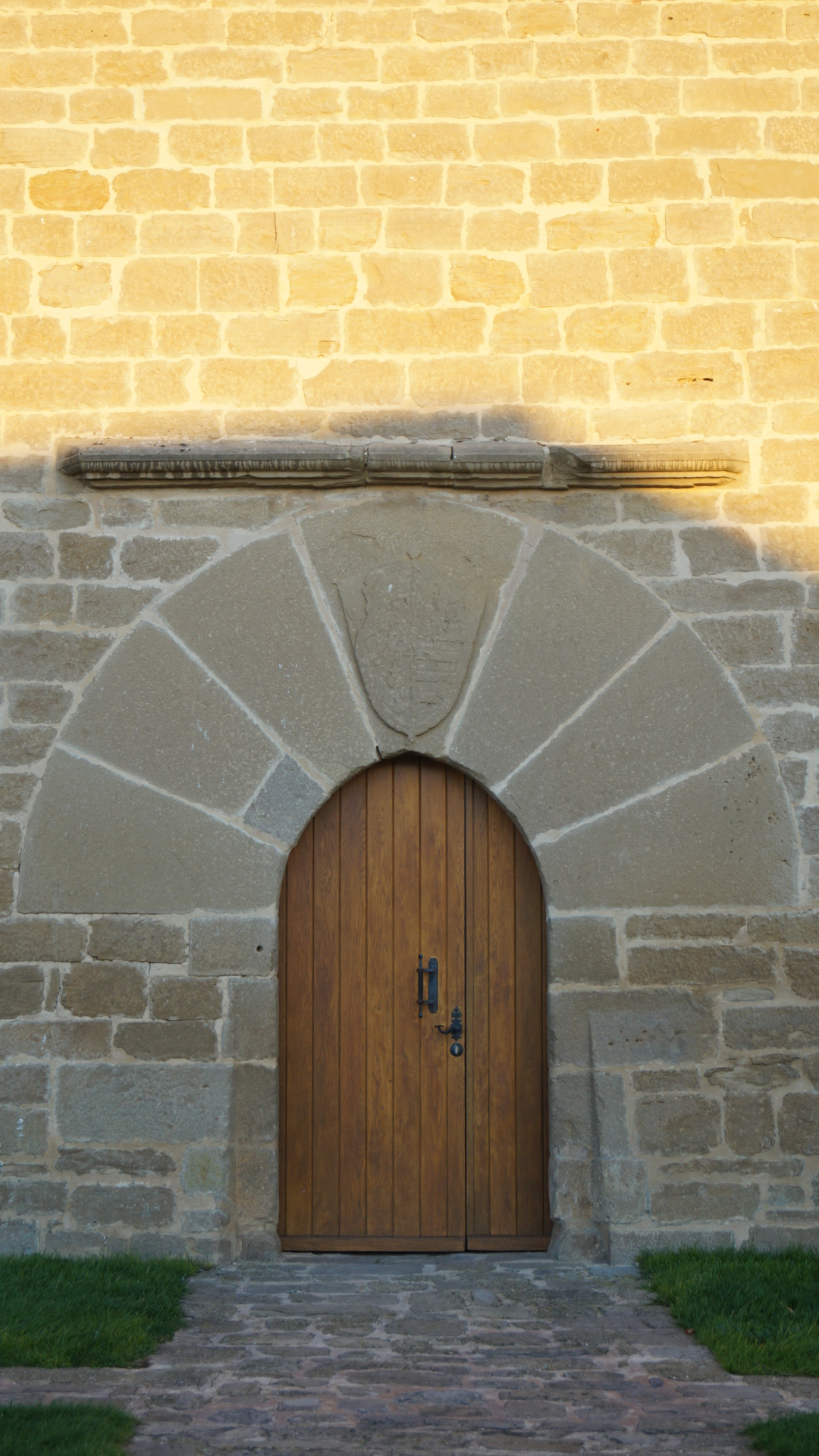
Portada

La construcción, levantada a finales del siglo XIV o principios del siglo XV, es de estilo gótico tardío navarro. «Una bella muestra de torre palaciana, en la que se superponen elementos propios de la arquitectura gótica civil a una construcción netamente defensiva».
Exterior
Su planta, de disposición casi cuadrada, y el conjunto de los muros están ejecutados con sillarejo del entorno. Está estructurada en dos cuerpos, mostrando en la parte inferior huecos de medio punto y aspilleras con un arco de entrada carpanel formado por siete grandes dovelas, habiendo en la central tallado un escudo de armas. En la parte superior se abren unas ventanas geminadas con arcos ojivales lobulados dándole un aspecto residencial. La torre está rematada por una fila de modillones de rollo y matacanes.
Interior
Esta parte en la actualidad está totalmente restaurada tras haber quedado destruida durante el episodio antes mencionado a principios del siglo XIX. Del incendio quedan únicamente los mechinales y apoyos de piedra de la estructura original.
Convertido en un centro de interpretación del Arte Románica, la distribución se reparte en varios niveles: vestíbulo, primer piso con un salón de usos múltiples y segundo piso como sede del concejo y exposición de dibujos de Jesús Zulet, y el tercer piso sirve también de espacio de exposiciones.